# Каталонский крестовый поход на Балеарские острова
Каталонский крестовый поход на Балеарские острова — экспедиция крестоносцев в 1114 году на Балеарские острова против мусульманской тайфы. Поход основывался на договоре 1113 года между Пизанской республикой и графом Барселоны Рамоном Беренгером III и был поддержан папой Пасхалием II. В походе также приняли участие многие правители Каталонии и Прованса, северной и центральной Италии, Сардинии и Корсики. Крестоносцы были, возможно, вдохновлены атакой норвежского короля Сигурда I на Форментеру в 1108 или 1109 годах во время норвежского крестового похода. Экспедиция закончилась в 1115 году завоеванием Балеарских островов, но власть христиан держалась лишь до следующего года.

## Подготовка
В 1085 году папа Григорий VII предоставил сюзеренитет над Балеарскими островами Пизанской республике. В сентябре 1113 года флот Пизы совершил экспедицию к Майорке, однако после шторма корабли выбросило к Бланесу на побережье Каталонии, которое они первоначально приняли за Балеарские острова. Пизанцы встретились с графом Барселоны в порту Сан-Фелиу-де-Гишольс, где 7 сентября подписали договор о сотрудничестве и дружбе. По нему, в частности, пизанцы были освобождены от уплаты таможенных пошлин во владениях графа Барселоны, в том числе в Провансе.
Единственная сохранившаяся копия договора между Пизой и Барселоной была позднее приложена к одной из хартий Хайме I в 1233 году. В тексте указывалось, что встреча пизанцев и каталонцев была незапланированной и, видимо, устроена самим Богом. Некоторые ученые выразили сомнение по поводу отсутствия подготовки к подписанию соглашения, указывая на быстрый ответ каталонцев как признак наличия предыдущих контактов. Приписывание заключения договора Божьей воле, возможно, должно было добавить «ауру святости» альянсу и всему походу.
Договор обозначил в качестве главной цели крестового похода освобождение христианских пленников и подавление мусульманского пиратства, базой которого были Балеарские острова. Большая часть флота пизанцев вернулась домой, но некоторые корабли, поврежденные бурей, остались для ремонта, а часть матросов занялись постройкой осадных машин. Весной 1114 года новый флот из восьмидесяти судов прибыл из Пизы, пройдя вдоль французского побережья и на короткое время остановившись в Марселе.
Флот привез кардинала Бозоне, посланника папы Пасхалия II, который энергично поддержал экспедицию. Папа также даровал пизанцам Romana signa, sedis apostolicae vexillum («Римский штандарт, флаг апостольского Престола»). Помимо 300 пизанских кораблей, в крестоносный флот влились 120 каталонских и окситанских судов (плюс большая армия), отряды итальянских городов — Флоренции, Лукки, Пистои, Рима, Сиены и Вольтерры, с Сардинии и Корсики под командованием Салтаро, сына Константина I Логудорского. Среди каталонских правителей были Рамон Беренгер и Уго II де Ампурьяс, среди окситанских — Гильом V де Монпелье, Эмери II Нарбоннский и Раймонд I де Бо. Рамон Беренгер и его жена Дульса позаимствовали 100 мараведи у Рамона Гильема, епископа Барселоны, для финансирования экспедиции.

## Ход экспедиции
Объединенный крестоносный флот достиг острова Ивиса в июне и немедленно атаковал мусульманские укрепления — Ивиса лежала между Майоркой и материком, и островные укрепления представляли угрозу крестоносцам в случае начала осады столицы мусульман. Ивиса находилась под контролем крестоносцев до конца августа.
Крестоносцы осадили Пальма-де-Майорку в августе 1114 года. Поскольку осада затягивалась. Рамон Беренгер и Уго де Ампурьяс вступили в мирные переговоры с мусульманским правителем Майорки Абу-л-Раби, но кардинал Бозоне и Пьетро Морикони, архиепископ Пизы, вмешались и заставили свернуть переговоры. Вероятно, каталонские правители, чьи земли лежали ближе всего в Балеарским островам, рассчитывали добиться ежегодной дани от мусульман и прекращения пиратских набегов в обмен на снятие осады.
В апреле 1115 года Пальма-де-Майорка капитулировала, и все его население было обращено в рабство. Эта победа привела к захвату большинства Балеарских островов и освобождению пленных христиан. Мусульманский правитель островов был отправлен в плен в Пизу. Самым главным достижением, однако, была ликвидация пиратских баз на Майорке.
Христианское господство на Балеарских островах продлилось всего нескольких месяцев. В 1116 году они были повторно завоеваны Альморавидами.